# Dobranoc wszystkim
Dobranoc wszystkim (ang. To All a Goodnight) to amerykański horror z gatunku slasher z 1980 roku. Był to jeden z wielu slasherów, które powstały na początku lat 80. Film wyeżyserował David Hess a scenariusz napisał Alex Rebar. Akcja filmu toczy się w żeńskim internacie tuż przed świętami Bożego Narodzenia gdzie pojawia się psychopatyczny zabójca.

## Opis fabuły
Film rozpoczyna się sceną, kiedy dziewczyny z internatu biorą udział w imprezie, która kończy się tragicznie - jedna z uczestniczek spada z balkonu i ginie na miejscu. Mijają dwa lata od tragedii. Rozpoczyna się przerwa świąteczna i część dziewczyn wyjeżdża z internatu. Te, które pozostają w czasie świąt postanawiają urządzić imprezę, na którą zapraszają chłopaków. Tymczasem w internacie pojawia się jeszcze ktoś - psychopatyczny morderca z siekierą w stroju świętego Mikołaja. Do końca filmu nie wiadomo, kto i dlaczego zabija. W scenie finałowej widz dowiaduje się kim jest morderca.

## Obsada
- Jennifer Runyon jako Nancy
- Forrest Swanson jako Alex
- Linda Gentile jako Melody
- William Lauer jako T. J.
- Judith Bridges jako Leia
- Katherine Herrington jako pani Jensen
- Buck West jako Ralph
- Sam Shamshak jako Polansky
- Angela Bath jako Trisha
- Denise Stearns jako Sam
- Solomon Trager jako Tom
- Jeff Butts jako Blake